# Stávros Dímas
Pour les articles homonymes, voir Dimas.
Stávros C. Dímas (en grec : Σταύρος Δήμας), né le 30 avril 1941 à Athènes, est un homme politique grec.
Membre de la Commission européenne entre 2004 et 2010, il est chargé des portefeuilles de l'Emploi, puis de l'Environnement, sous les présidences successives de Romano Prodi et de José Manuel Durão Barroso. En 2011, il est nommé ministre des Affaires étrangères de la Grèce, au sein du gouvernement d'union nationale de Loukás Papadímos, portefeuille dont il est chargé jusqu'en 2012.
Au mois de décembre 2014, Stávros Dímas est désigné candidat à l'élection présidentielle anticipée par la coalition gouvernementale dirigée par le conservateur Antónis Samarás ; il n'est cependant pas élu après trois tours de scrutin.

## Biographie

### Études et carrière de juriste
Après des études de droit et d'économie de l'université d'Athènes, Stávros Dímas est parti à la New York University School of Law, qu'il quitte diplômé d'un master en droit. Juriste pour la Banque mondiale, il part travailler pour Sullivan & Cromwell, un cabinet américain.

### Une rapide ascension politique
C'est en 1977 qu'il commence sa carrière politique : membre du parti conservateur Nouvelle démocratie, il est élu au Parlement hellénique. La même année, il est nommé vice-ministre de la Coordination économique dans le sixième gouvernement de Konstantínos Karamanlís, puis, en 1980, ministre du Commerce dans le cabinet de Geórgios Rállis, avant de se voir confier un ministère sans portefeuille quelques semaines plus tard. Du fait de la victoire du PASOK, de gauche, aux élections législatives de 1981, il quitte le gouvernement tout en demeurant parlementaire.
Secrétaire du groupe parlementaire de la Nouvelle démocratie d'octobre 1985 à juin 1989, Dímas retrouve un portefeuille ministériel dans le gouvernement de Tzannís Tzannetákis : il est nommé ministre de l'Agriculture. Quelques semaines durant, entre les mois d'octobre et de novembre 1989, il quitte le gouvernement, avant de retrouver le ministère de l'Agriculture, que lui propose Xenophón Zolótas. En 1990, après la nomination de Konstantínos Mitsotákis, il est chargé du portefeuille ministériel de l'Industrie, de l'Énergie et de la Technologie, jusqu'en 1991.

### Cadre de la ND

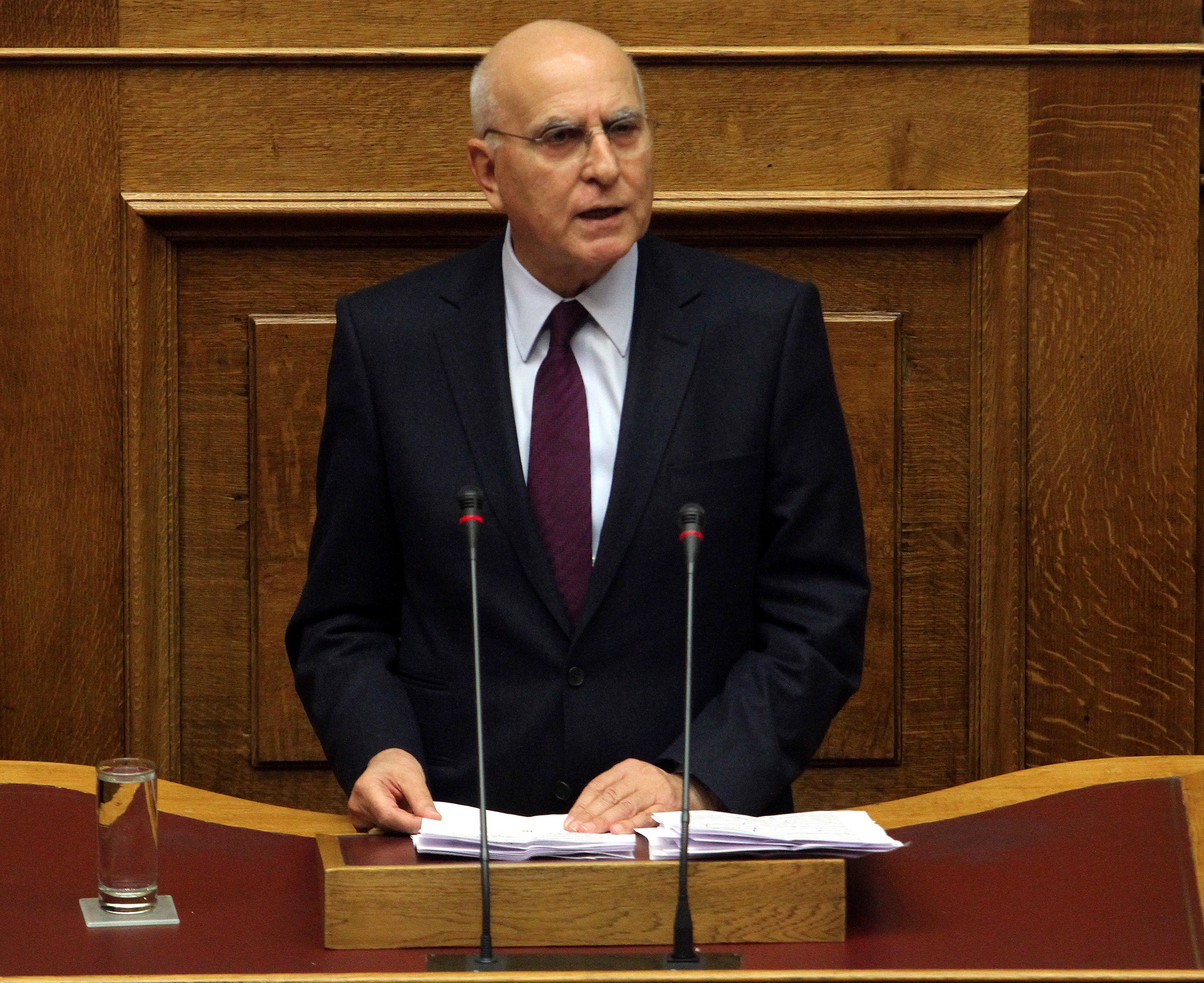
Stávros Dímas à la tribune du Parlement grec, le 16 novembre 2011.

Sans fonctions gouvernementales, Stávros Dímas poursuit son travail de député tout en devenant l'un des cadres de la Nouvelle démocratie : en 1995, il se voit confier le secrétariat général du parti jusqu'en 2000, lorsqu'il entre au comité des analyses politiques, qu'il quitte trois ans plus tard.

### Commissaire européen
Au mois de février 2004, il est désigné commissaire européen pour la Grèce, pour remplacer la socialiste Ánna Diamantopoúlou ; il hérite du portefeuille de l'Emploi, des Affaires sociales et de l'Insertion dans la commission sortante dirigé par Romano Prodi.
Cependant, après les élections européennes, il reste à Bruxelles, où siège la Commission, car il est confirmé par le gouvernement grec dans ses fonctions de commissaire européen ; néanmoins, il est nommé pour l'Environnement dans la commission de José Manuel Durão Barroso. Il quitte ses fonctions en 2010, quelques semaines après la constitution de la nouvelle commission.

### Un recours pour la Nouvelle Démocratie
Le 1er juillet 2010, il est nommé vice-président de la Nouvelle Démocratie sur la proposition d'Antónis Samarás. Il reste cependant en retrait de la politique active jusqu'au mois de novembre 2011, lorsqu'il est nommé ministre des Affaires étrangères dans le gouvernement de l'économiste indépendant Loukás Papadímos. Il n'est pas reconduit au mois de mai 2012.

### Candidat à la présidence de la République
Le 9 décembre 2014, après avoir annonce l'anticipation de l'élection présidentielle qui devait initialement se tenir au mois de février 2015, le Premier ministre conservateur, Antónis Samarás annonce soutenir la candidature de Stávros Dímas, que le chef du gouvernement présente comme le « meilleur candidat possible » pour la présidence de la République hellénique,. L'ex-commissaire européen acceptera finalement de se présenter devant les députés qui doivent élire le chef de l'État.
Le président grec est élu directement par les 300 députés de la Vouli en trois tours si nécessaire, une majorité de 200 voix au premier ou au deuxième tour, ou de 180 au troisième tour, étant nécessaire pour être élu. Le 17 décembre, le candidat soutenu par la Nouvelle démocratie, le PASOK et les partis constituant la coalition d'union nationale ne recueille que 160 voix sur 295 électeurs au premier tour,. Il n'obtient par la suite que 168 au deuxième et troisième tours, échouant donc à être élu, provoquant ainsi des élections législatives anticipées qui ont lieu le 25 janvier 2015.
Le deuxième tour a en outre été terni après la révélation par le député grec indépendant Pávlos Haïkális, soutenue par la diffusion d'un enregistrement vidéo, de la tentative de corruption dont il fait l'objet, afin de soutenir la candidature de Stávros Dímas.